# Richard Simpson (martyr)
Pour les articles homonymes, voir Simpson.
Richard Simpson (alias Highgate), né en 1553 à Well dans le Yorkshire en Angleterre et mort le 24 juillet 1588 à Derby, est un prêtre catholique anglais accusé de trahison et exécuté. Reconnu comme un martyr catholique, il est béatifié en 1987 par le pape Jean-Paul II en même temps que 84 autres martyrs anglais. Aussi comptabilité parmi les martyrs de Douai il est vénéré par l'Église catholique le 29 octobre avec les autres martyrs de Douai et individuellement le 24 juillet.

## Biographie
Issu d'une famille croyante passée à l'Anglicanisme il nourrit une vocation de prêtre. Ordonné prêtre anglican, pour des raisons inconnues, il décide après quelques années de ministère de se convertir au catholicisme. Sa conversion lui vaut un premier emprisonnement à York. Relâché ou exilé selon les versions on le retrouve à Douai en 1577 au collège anglais de Douai. Etant déjà prêtre sa formation est très courte. Elle dure 4 mois. C'est à Bruxelles qu'il est ordonné prêtre catholique. Il est immédiatement assigné aux missions anglaises. De retour au pays, discrètement il accompagne les catholiques du Lancashire et du Derbyshire. Dénoncé il est arrêté à Derby en 1588. Il n'est pas immédiatement condamné à mort mais reste près de 10 mois en prison. Deux raisons semblent expliquer un tel délais. La première serait qu'il aurait fini par accepter de se conformer à l'anglicanisme. La seconde serait liée à l'hésitation d'Elizabeth I de mettre à mort les prêtres catholiques emprisonnés, celle-ci craignait de donner une raison de plus à Philippe II pour déclencher l'invasion de des îles britanniques. La menace espagnole s'étant éloignée un second procès est organisé. Cette fois-ci il semble qu'il se soit clairement prononcé comme catholique, les encouragements de Nicholas Garlick et de Robert Ludlam jugés comme lui semblent l'avoir aidé à tenir ferme. Il est condamné à mort et exécuté subissant le supplice réservé aux traîtres à savoir pendaison, éviscération et écartèlement.